# Desa Tambakmas (administrativ by i Indonesien, lat -7,77, long 111,46)
Desa Tambakmas är en administrativ by i Indonesien.   Den ligger i provinsen Jawa Timur, i den västra delen av landet, 500 km öster om huvudstaden Jakarta.